# لوثر جوردن
لوثر جوردن (بالإنجليزية: Luther Jordan)‏ هو سياسي أمريكي، ولد في 1 يونيو 1950، وتوفي في 23 أبريل 2002. انتخب عضو مجلس ولاية كارولاينا الشمالية.